# Angiotensynogen
Angiotensynogen – białko wydzielane przez wątrobę, będące prohormonem angiotensyny. Jego biosynteza odbywa się głównie w hepatocytach (w wątrobie), ale także w adipocytach, mózgu, sercu, ścianach naczyń krwionośnych, nerkach i nadnerczach. Kortykosteroidy, estrogeny oraz hormony tarczycy zwiększają jego produkcję w wątrobie. Każdy z narządów produkujących angiotensynogen ma ponadto własny mechanizm regulujący wydzielanie.
Gen odpowiedzialny za jego syntezę zlokalizowany jest na chromosomie 1 (locus 1q42-3). Trwają badania nad jego wpływem na rozwój pierwotnego nadciśnienia tętniczego. Wykazano bowiem, że substytucja metioniny przez treoninę w pozycji 235 (wariant M235T) obserwuje się częściej u osób cierpiących na tę chorobę.